# Gaztambide (Madrid)
Gaztambide és un barri del districte de Chamberí, a Madrid. Limita al nord amb el barri de Vallehermoso, a l'est amb Arapiles, ambdós de Chamberí; al sud amb Universidad (Centro), al sud-oest amb Argüelles i la Ciutat Universitària de Madrid (Moncloa-Aravaca). El barri es troba delimitat al nord pel carrer de Cea Bermúdez, a l'est pel carrer de Blasco de Garay, al sud amb el carrer d'Alberto de Aguilera, i a l'oest amb el carrer de Princesa, carrer de Meléndez Valdés, carrer d'Arcipreste de Hita, carrer d'Isaac Peral i Plaça de Cristo Rey

## Transports

### Metro i rodalia
- Estació d'Argüelles
- Estació d'Islas Filipinas
- Estacio de Moncloa

## Residents il·lustres
- Antonio Molina
- Rosa León
- Vicente Aleixandre